# Caracal (Rumunsko)
Caracal je město v Rumunsku v župě Olt. Nachází se asi 54 km jihovýchodně od Craiovy a asi 170 km jihozápadně od Bukurešti. V roce 2011 žilo ve městě 30 954 obyvatel, Caracal je tak druhým největším městem župy Olt.
Městem prochází evropská silnice E70 a silnice DN6, DN54 a DN64, jižní obchvat tvoří silnice DNVO6G. Sousedními městy, ovšem poměrně dost vzdálenými, jsou Drăgănești-Olt, Piatra-Olt, Balș, Corabia, Dăbuleni a Craiova.